# Аеродром Манчестер
Аеродром Манчестер (енгл. Manchester Airport) је међународни аеродром великог британског града Манчестера у средишњем делу државе. Он је смештен 11 km југозападно од средишта града. Незванично се назива Рингвеј по оближњем насељу. 
Манчестерска ваздушна лука је авио-чвориште за два авио-превозника: „Вирџин Атлантик” и „Ер Лингус УК”. 
Аеродром у Манчестеру је по броју путника најпрометнији британски аеродром први изван подручја „Великог Лондона” - 2024. године кроз њега је прошло преко 30 милиона путника.